# 弗利特1型教練機
Fleet Model 1（最初稱為Consolidated Model 14 Husky Junior）及其衍生型是一系列在1920年代和1930年代於美國和加拿大生產的雙座教練機和運動雙翼機。該系列設計大致都相同，主要的差別為使用不同的發動機

## 發展
Fleet Model 1及其衍生型都是傳統的雙翼飛機，具有錯列佈置的單跨翼和固定的尾滑橇起落架。這些飛機的座位為前後串聯座位，雖然最初是開放式座艙，但在後續的大多數型號中座艙是分開的。機身由焊接鋼管製成，採用了當時典型的三角形佈局沃倫桁架結構，機翼則使用木製翼樑和杜拉鋁肋條，整架飛機都覆蓋了織物。儘管外觀上與團結飛機公司的PT-1可靠教練機和PT-3教練機設計有些相似（因此有「Husky Junior」的暱稱），但Model 14實際上是一個全新的設計。
該飛機最初的設計目的是為了進入民用市場，但團結在首架原型機完成前不久放棄了該計畫。時任設計師兼總裁魯本·弗利特購買製造權，並在他的新企業Fleet Aircraft中投入生產。這款飛機一經推出便獲得了成功，在生產的第一年內就售出了300多架。Consolidated迅速作出反應，收購了弗利特，並將其作為子公司，同時在加拿大安大略省的伊利堡開設了第二條生產線。加拿大的產線大獲成功，約600架飛機服役於加拿大皇家空軍，命名為Fleet Fawn（Model 7）和Fleet Finch（Model 16）。
美國陸軍航空兵團曾購買少量該系列進行評估，並命名為PT-16，但未大量採購。美國海軍曾購買一架初期原型機和六架後來專門生產的N2Y教練機。這些N2Y-1寄生機配備了掛鉤，用於在美國海軍飛艇阿克倫號飛船和梅肯號飛船上訓練飛行員(這批學員將於畢業後駕駛F9C戰鬥機）。雙座版本的N2Y-1則成為聯絡機，負責運送乘客到飛行中的飛艇。
1930年7月6日，電影特技飛行員保羅·曼茨駕駛一架Fleet Model 2雙翼機完成了46次連續外環飛行，創下了一項國際紀錄，並保持了將近50年。.
該機的製造權最終賣給了布魯斯特航空公司，該公司計劃基於加拿大Model 16F生產Brewster B-1。

## 型號

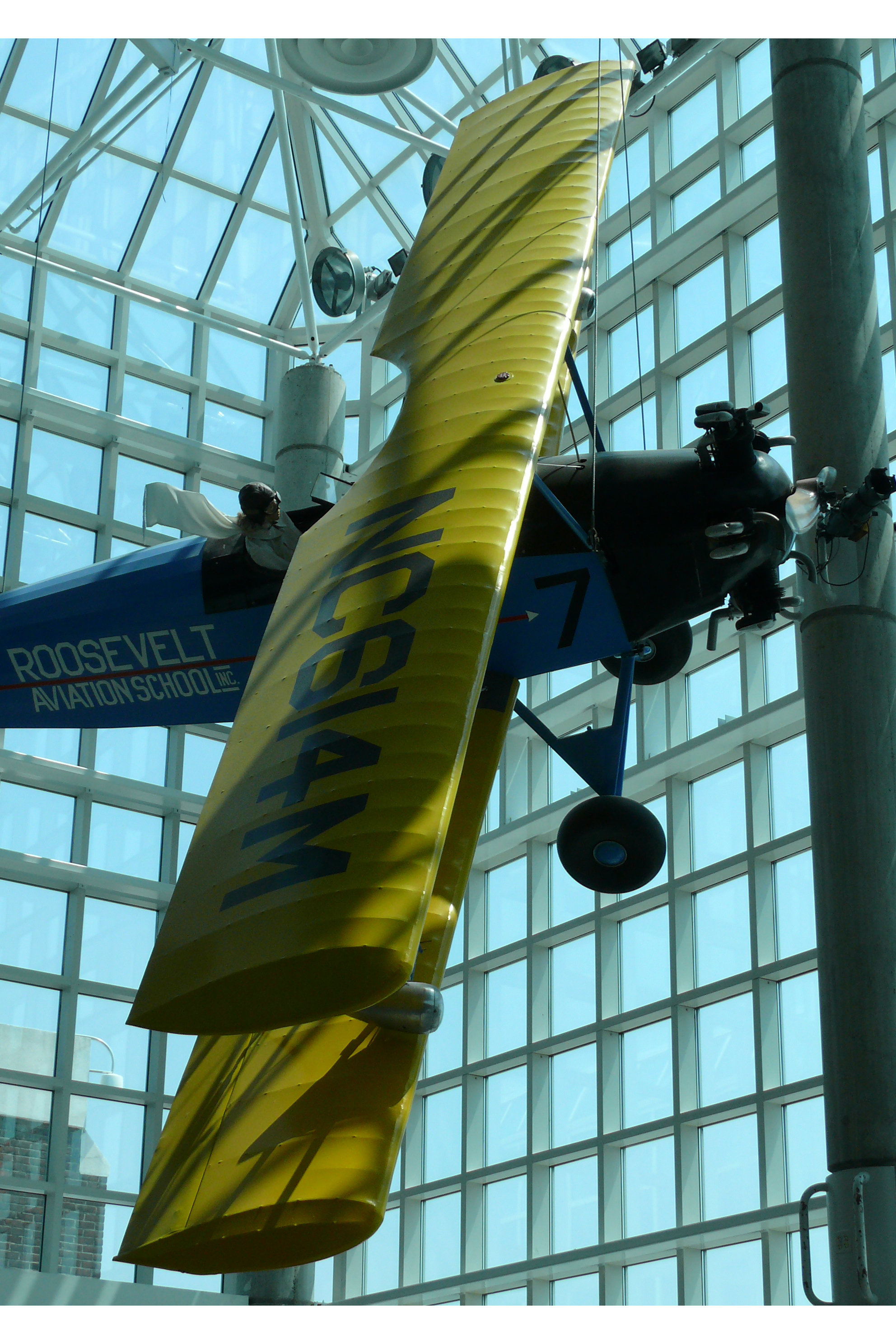
展示於航空搖籃博物館的Fleet Model 2

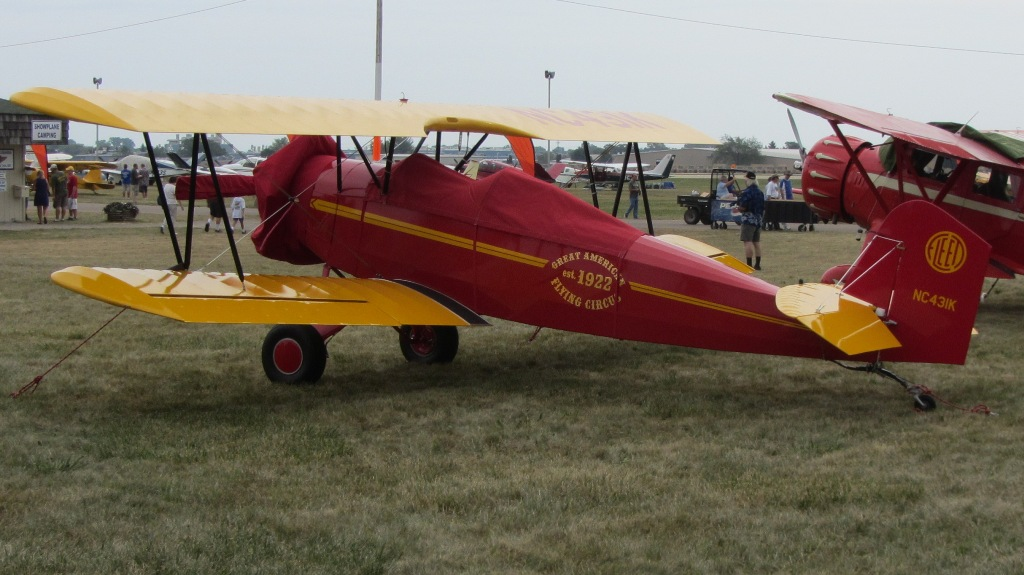
Fleet Model 2

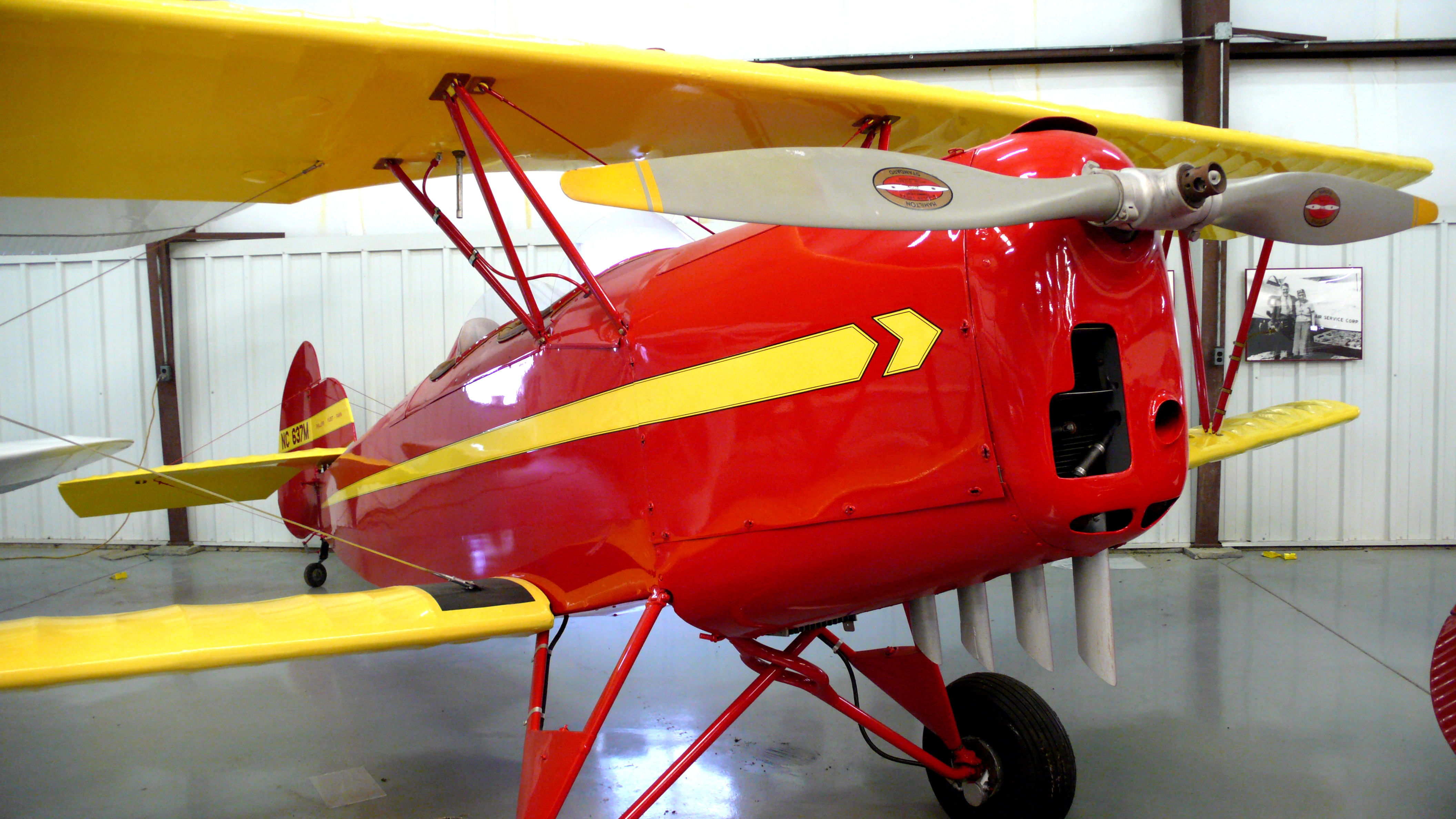
Fleet Model 7

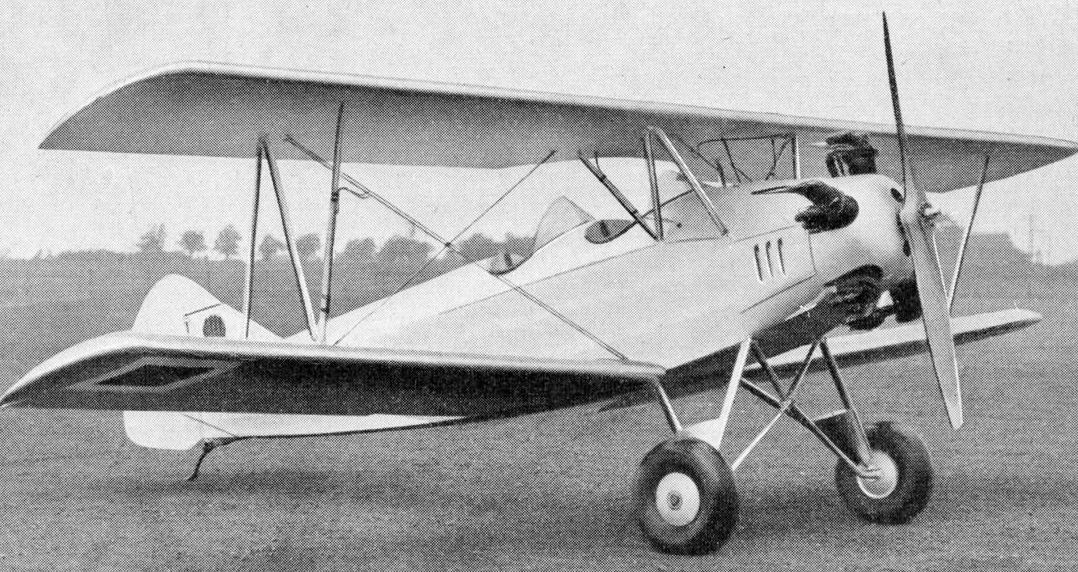
Fleet Model 11

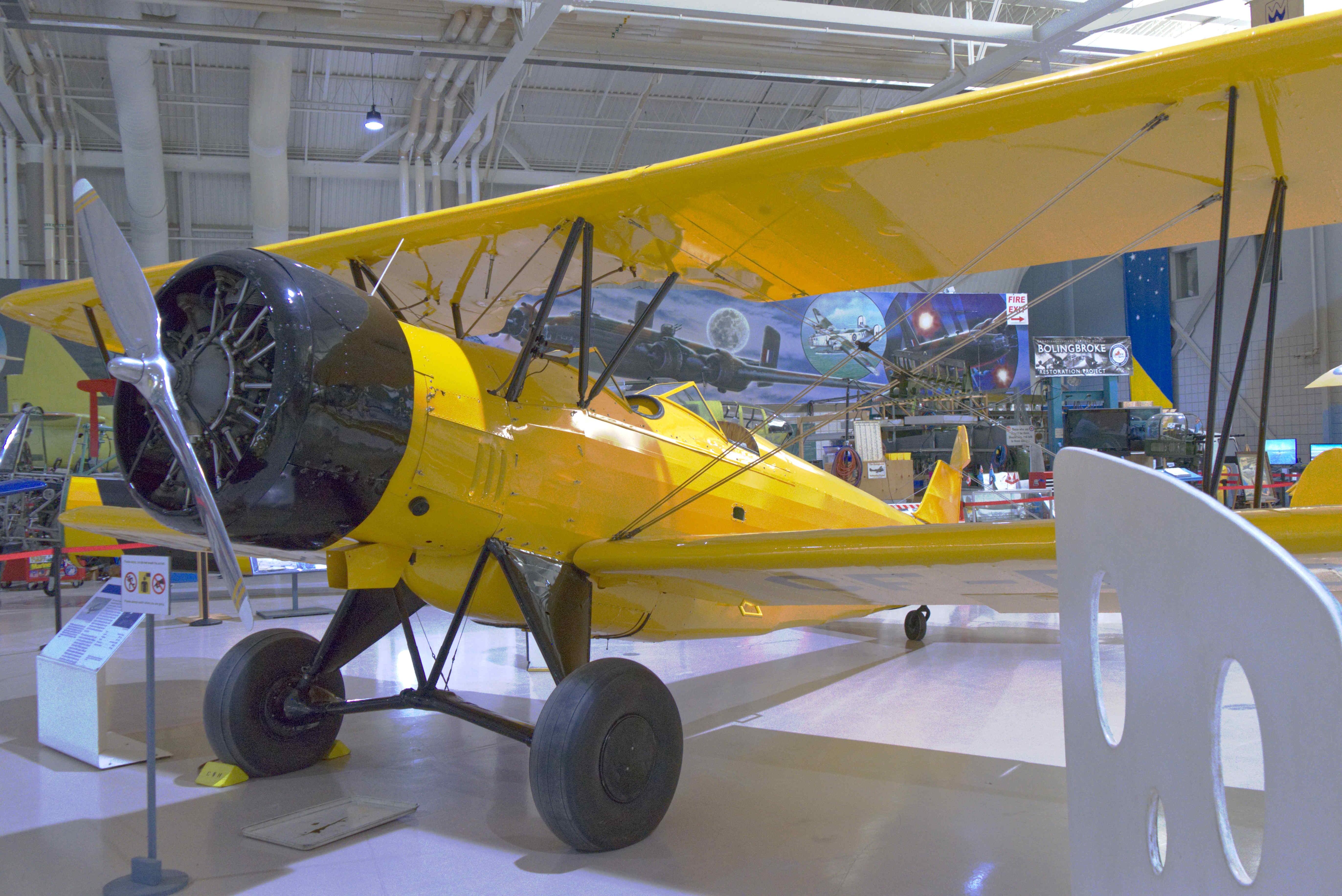
Fleet Model 21K, circa 1937

- Consolidated Model 14 Husky Junior -原型機，共5架
- Fleet Model 1 -初始量產版本，裝配110 hp（82 kW）Warner Scarab發動機，大約生產90架（包括美國海軍用於評估的XN2Y-1）[3]
- Fleet 1 Special -一架改裝了95 hp（71 kW）Menasco PirateB-4發動機的版本[4]
- Fleet Model 2 -初始量產版本，裝配Kinner K-5發動機，共於美國生產203架（其中13架銷往阿根廷），也於加拿大本土至造過幾架[4]
  - PT-6 -美國陸軍航空兵團的Model 2，共16架
  - N2Y-1 -美國海軍的Model 2，共6架。配備了用於飛船對接訓練的梯形掛鉤。其中一架被改裝為水上飛機，命名為XN2Y-2，隨後又改裝為自轉旋翼機，命名為XOZ-1[4]
- Fleet Model 3 -根據Fleet 1，裝配150 hp（110 kW）萊特J-6發動機，共2架[5]
- Fleet Model 4 -裝配170 hp（130 kW）柯蒂斯挑戰者（英语：Curtiss R-600 Challenger）發動機的版本，共1架[6]
- Fleet Model 5 -裝配90 hp（67 kW）Brownback C-400發動機的版本，共1架[6]
- Fleet Model 5 -這一型號名稱重新用於配備Kinner K-5發動機的Fleet 10。共有六架在美國為中國製造。。此外該型號在加拿大生產，並命名為Fleet 10A。[6]
- Fleet Model 6 - 測試使用165 hp（123 kW）大陸A-7發動機的版本[6]
- Fleet Model 7 -裝配Kinner B-5發動機的版本Ｍ共48架（加上在加拿大改裝的幾輛Model 2）
  - Fleet Model 7A
  - Fleet Model 7B（英语：Fleet Fawn） -加拿大的量產版本
  - Fleet Model 7C（英语：Fleet Fawn） -加拿大的量產版本，採用Armstrong Siddeley Genet Major發動機
  - Fleet Model 7G -加拿大的量產版本，採用de Havilland Gipsy發動機
  - XPT-6 -美國陸軍航空隊獲得了一架Model 7的飛機進行服役測試，該版本配備了100馬力的Kinner R-370-1（Kinner K5）發動機
  - YPT-6 -十架與XPT-6相似的款式，由美國陸軍航空兵團進行服役測試和評估
  - YPT-6A -Model 7的修改版本，增大駕駛艙。由美國陸軍航空兵團用於服役測試和評估
- Fleet Model 8 - Model 7的三座版本，共7架
- Fleet Model 9 - Model 8的精緻版，共12架
- Fleet Model 10 -Model 7的改良版，主要出口至歐洲，這是7型飛機的改進版本，專為出口至歐洲而設計。該版本取代了1928年起源的2型和7型機型上「環形」的左側主起落架半徑桿，改為兩個主輪都使用中心鉸鏈設計，並使用V形橫向支柱作為鉸鏈點。
  - Fleet Model 10A -使用100 hp Kinner發動機的版本
  - Fleet Model 10B - 使用125 hp發動機的版本
  - Fleet Model 10D - 使用160 hp發動機的版本
  - Fleet Model 10-32D - 與Model 10D大致雷同，但將翼展增加至4-ft 0-in (1.22-m)
  - Fleet Model 10E -使用125 hp Warner發動機的版本
  - Fleet Model 10F -使用145 hp Warner發動機的版本
  - Fleet Model 10G -配備了de Havilland Gypsy Major發動機的版本，專為葡萄牙和羅馬尼亞政府設計製造；大約有70架由羅馬尼亞的ICAR（英语：Industria Aeronautică Română）生產
  - Fleet Model 10H -使用Menasco C-4（英语：Menasco C-4S）發動機的版本
- Fleet Model 11 - 使用Kinner R-5發動機的版本，出口至阿根廷、中國和墨西哥
- Fleet Model 14 - Model 2經過改裝後參加了古根海姆安全飛機競賽（英语：Daniel Guggenheim），但被取消資格；約300架在羅馬尼亞由ICAR（英语：Industria Aeronautică Română）授權生產。
- Fleet Model 16 - Fleet Finch - 加拿大自行升級和生產的版本，配備滑動座艙罩，裝配130 hpde Havilland Gipsy Major 發動機，約生產600架
  - Fleet Model 16B - Fleet Finch Mk II -加拿大自行升級和生產的版本，採用一具Kinner B5發動機[7]
  - Fleet Model 16D -與Model 16B相似，但使用Kinner B5發動機
  - Fleet Model 16F - prototype for Brewster B-1
  - Fleet Model 16R - Fleet Finch Mk I - 加拿大皇家空軍使用的Fleet 16D版本
- Fleet Model 21 -墨西哥空軍（英语：Mexican Air Force）使用的武裝版本（由加拿大製造），共11架
  - Fleet Model 21M - 一架用於展示的獨特飛機的編號
  - Fleet Model 21K -在將Model 21M販售給一位私人買家後，給予其的編號
  - CATA 150 -阿根廷滑翔機拖曳機的改裝版本，配備150 hp（110 kW）的萊康明O-320（英语：Lycoming O-320）發動機。首架飛機於1971年6月5日首飛，至少有兩架進行了改裝[8]

## 用戶

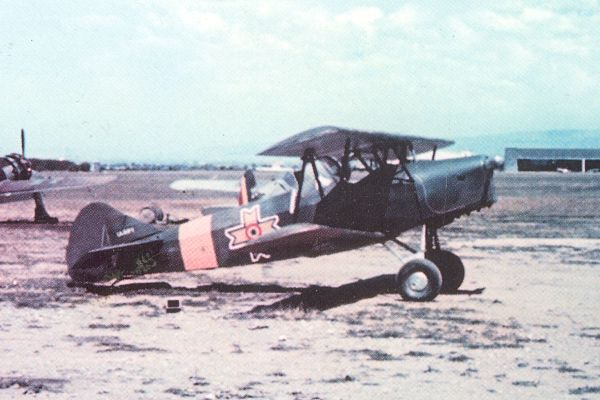
一架罗马尼亚王家空军的Fleet Model 10G

阿根廷
- 阿根廷海軍航空兵團（英语：Argentine Naval Aviation） - 10架Model 11 (1931 - 1940)[9]

 加拿大
- 加拿大皇家空軍

 中國
- 中國國民黨空軍（英语：Development of Chinese Nationalist air force (1937–1945)）- Fleet Model 11

 墨西哥
- 墨西哥空軍（英语：Mexican Air Force）

 羅馬尼亞
- 羅馬尼亞王家空軍

 土耳其
- 土耳其空軍[10]

 美国
- 美國陸軍航空兵團

 巴拉圭
- 巴拉圭空軍（英语：Paraguayan Air Force）-5架Fleet Model 2

### 書目
- Aerofiles.com （页面存档备份，存于）
- Howard, Frederic. . American Aviation Historical Society Journal. June 1967.
- Lopes, Mario Canoniga. . Air Enthusiast. No. 53. Spring 1994: 79–80. ISSN 0143-5450.
- Sapienza, Antonio Luis.  [The First Commercial Transport Aircraft in Paraguay]. Avions: Toute l'Aéronautique et son histoire. June 2000, (87): 45–47. ISSN 1243-8650 （法语）.
- Shattuck, Lemuel C. . Air & Space. December 2008.
- Taylor, John W. R. (编). . London: Sampson Low, Marston & Co., Ltd. 1973. ISBN 0-354-00117-5.
- Wegg, John. . London: Putnam. 1990. ISBN 0-85177-833-X.

### 延伸閱讀
- Taylor, Michael J. H. (编). . London: Studio Editions. 1989: 263. ISBN 0-7106-0710-5.
- . London: Bright Star Publishing. . File 894 Sheets 24–25. ISBN 1-156-94382-5.

## 外部連結
- (Advertisement) – Aero Digest